# Constel·lació del Cavallet
El Cavallet (Equuleus) és una de les més petites de les 88 constel·lacions modernes; només Crux és més petita. Malgrat la seva tossa i la feblesa dels seus estels (cap és més brillant que la quarta magnitud) és una de les 48 constel·lacions catalogades per Claudi Ptolemeu al seu Almagest.
Creat per Hiparc i inclòs per Ptolemeu, confina amb Pegàs, el cavall major, però a diferencia d'aquesta es representa com un sol cap de cavall. Ptolemeu la va catalogar com Ἵππου Προτομή («bust del cavall») per a referir-se a la part superior d'una figura animal; però els astrònoms posteriors la van denominar com Equus primus i prior, com precedint a Pegàs en l'ascens. De la seva petita grandària venen el nostre Equulus, Equiculus i Equus Minor. A l'Astronomie Populaire, se'l denomina com Equus, el Cavall, sent llavors Pegàs el Cavall Major. En l'astronomia xinesa, les estrelles corresponents a Equuleus se situen dins de la Tortuga Negra del Nord (北方玄武, Běi Fāng Xuán Wǔ).

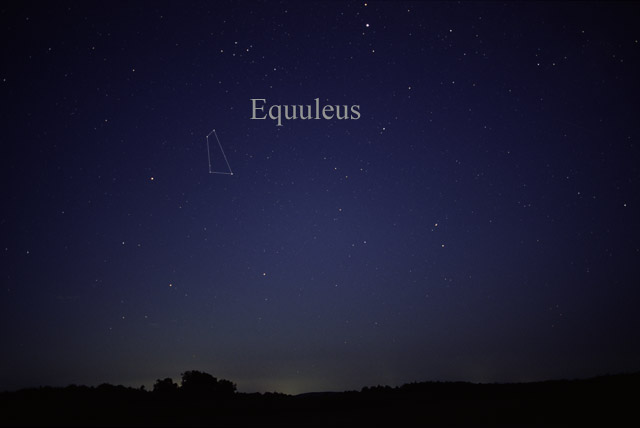
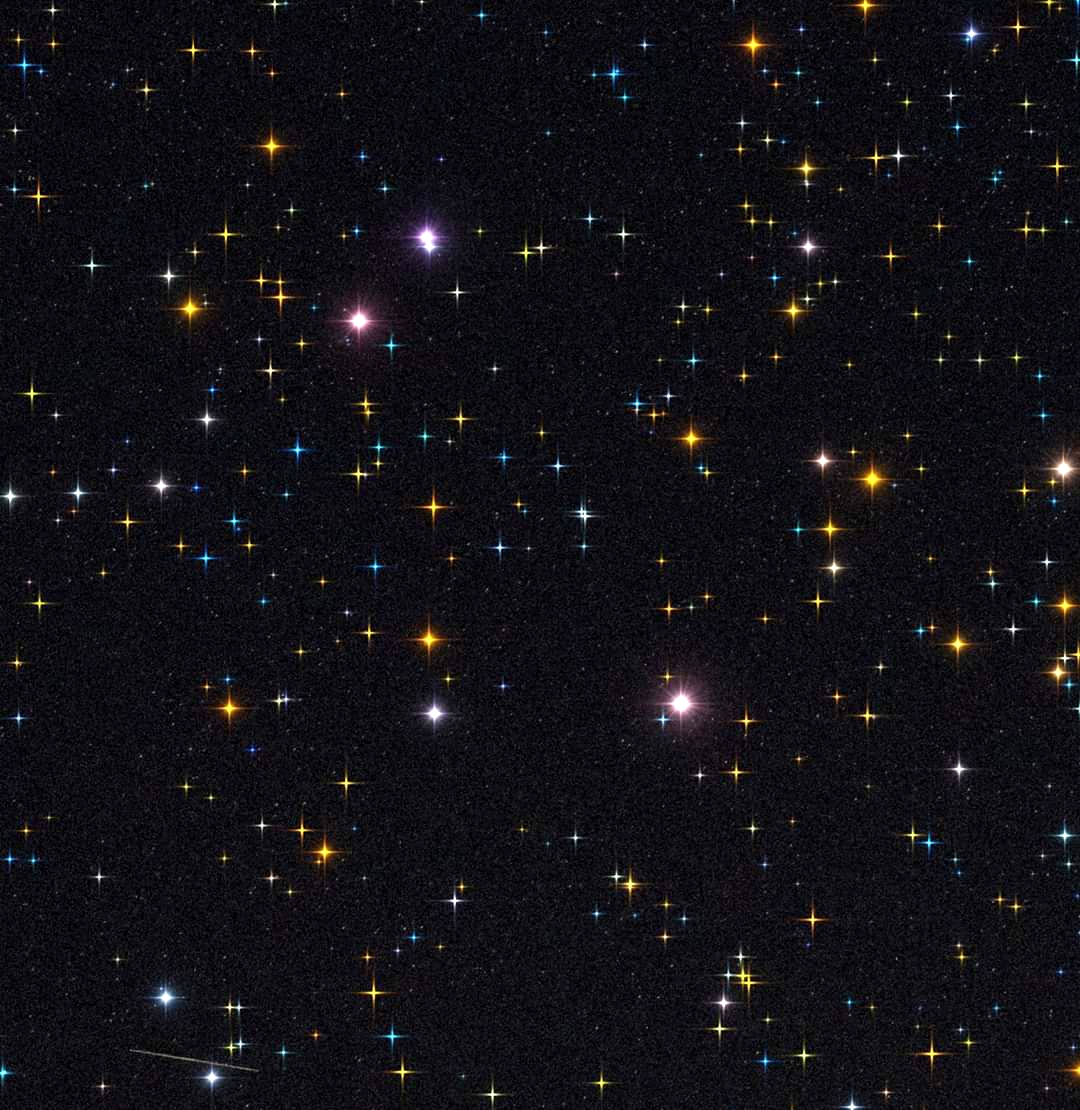

## Trets notables
Equleuus és la segona constel·lació més petita, amb 72 graus quadrats. No és una constel·lació que atregui l'atenció especialment. Hi ha pocs estels variables. Només se n'hi coneixen uns 25, la majoria obscurs. La seva estrella més brillant és α Equulei (Kitalpha), de magnitud 3,92. És una estrella groga de magnitud 3,9, a 186 anys llum de la Terra. El seu nom tradicional significa "la secció del cavall". γ Equ és un estel alpha CVn, que varia entre les magnituds 4,58m i 4,77m amb un període aproximat de 12½ minuts. R Equ és un Variable Mira que varia entre les magnituds 8,0m i 15,7m en uns 261 dies. Conté alguns estels dobles d'interès. γ Equ està format per un estel primari de magnitud al voltant de 4,7m (lleugerament variable) i un estel secundari de la magnitud 11,6 separats 2 segons d'arc. ε Equ té quatre components. Els tres més brillants són de les magnituds 6,0m, 6,3m, i 7,2m. δ Equ és un estel binari amb un període orbital de 5,7 anys, i durant un temps va ser el binari òptic de període més curt conegut. Els dos components del sistema no estan mai separats més de 0,35 segons d'arc.
La constel·lació de Equuleus conté tres estrelles amb exoplanetes coneguts. HD 200964 (classe espectral K0IV) té dos planetes, mentre que WASP-90 (F6) i HAT-P-65 (G2) tenen un planeta en trànsit cadascun.

### Taula
| Estel            | Magnitud aparent | Magnitud absoluta | Distància anys llum | Tipus espectral |
| ---------------- | ---------------- | ----------------- | ------------------- | --------------- |
| Kitalpha (α Equ) | 3,92             | 0,14              | 186                 | G0III+A5V       |
| δ Equ            | 4,47             | 3,14              | 60                  | F5V+G0V         |
| γ Equ            | 4,70             | 1,97              | 115                 | F0IIIp          |
| β Equ            | 5,16             | -0,05             | 360                 | A3V             |
| ε Equ            | 5,30             | 1,40              | 197                 | F6IV            |

N.B. : Els valors numèrics han estat mesurats pel satèl·lit Hipparcos

## Estels
Estels amb nom propi:
- (8/α Equ) 3,92 Kitalpha [Kitel Phard, Kitalphar]
<  قطعة الفرس  qiţcat[u] al-faras Part del cavall

Estels amb designació Bayer:
10/β Equ 5,16; 5/γ Equ 4,70; 7/δ Equ 4,47; 1/ε Equ 5,30; 2/λ Equ 6,72
Estels amb designació Flamsteed:
3 Equ 5,63; 4 Equ 5,94; 6 Equ 6,07; 9 Equ 5,81
Altres estels:
U Equulei 14,5; estrella peculiar
Equuleus conté algunes estrelles dobles d'interès. γ Equ està formada per una estrella primària amb una magnitud entorn de 4,7 (lleugerament variable) i una estrella secundària de magnitud 11,6, separades per 2 segons d'arc. Epsilon Equulei és una estrella triple també denominada 1 Equulei. El sistema, a 197 anys-llum de distància, té una primària de magnitud 5,4 que és al seu torn una estrella binària; els seus components són de magnitud 6,0 i 6,3 i tenen un període de 101 anys. La secundària té una magnitud de 7,4 i és visible amb telescopis petits. Les components de la primària s'estan acostant i no seran divisibles en telescopis d'aficionat a partir de 2015. δ Equ és una estrella binària amb un període orbital de 5,7 anys, que en el seu moment va ser el període orbital més curt conegut per a una binària òptica. Les dues components del sistema mai estan separades més de 0,35 segons d'arc.

## Objectes notables de cel profund
Degut a la seva tossa i la seva situació en una part del cel poc lluminosa, Equuleus conté pocs objectes de cel profund. Es poden fer notar les galàxies NGC 7015, NGC 7040, NGC 7045 i NGC 7046.

## Mitologia

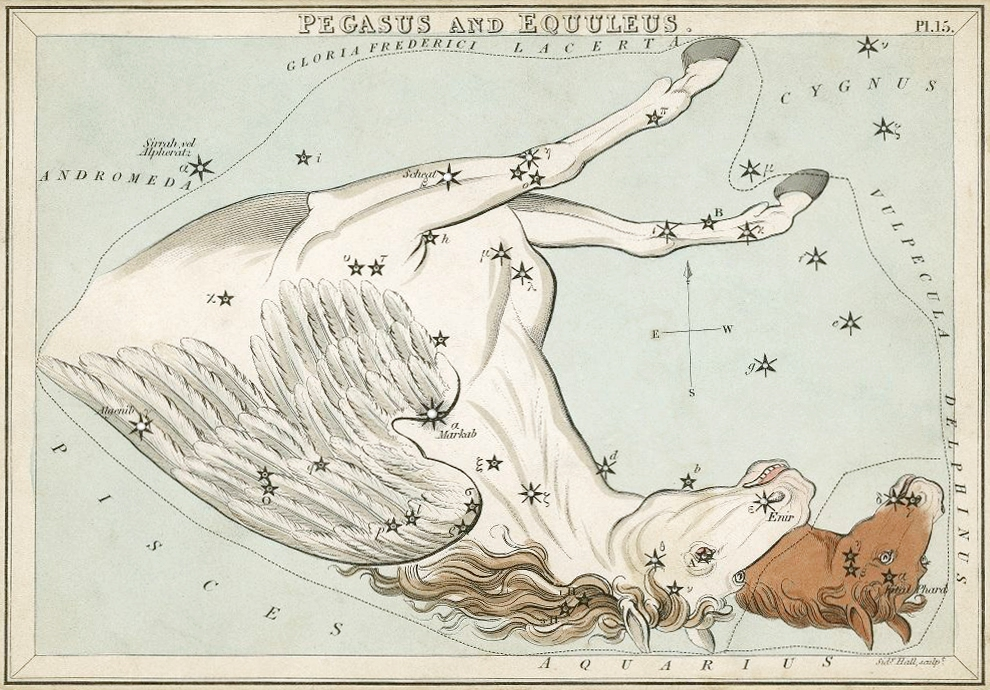
Mirall d'Urània (1825)

A la mitologia grega, un mite associa a Equuleus amb el poltre Celeris (que significa "rapidesa" o "velocitat"), que era fill o germà del cavall alat Pegàs. Celeris va ser regalat a Càstor per Hermes. Altres mites diuen que Equuleus és el cavall colpejat pel trident de Posidó, durant la contesa entre aquest i Atenea a l'hora de decidir quin seria el superior. Pel fet que aquesta secció d'estrelles s'eleva abans que Pegàs, sovint se'n diu Equus Primus, o el Primer Cavall. Equuleus també està relacionat amb la història de Fílira i Saturn.